# Rolls-Royce Merlin
«Роллс-ройс Мерлін» (англ. Rolls-Royce Merlin) — 27-літровий, поршневий, 12-ти циліндровий, V-подібний авіаційний двигун з рідинним охолодженням британської компанії Rolls-Royce Limited. Розробки авіаційного двигуна розпочались у 1933 році й спочатку прототип мав назву PV-12. Згодом двигун отримав назву «Мерлін» (укр. Підсоколик малий), слідуючи домовленості компанії назвати свої чотиритактні поршневі авіаційні двигуни на честь хижих птахів. 

## Історія
«Роллс-ройс Мерлін» це один з наймасовіших авіаційних двигунів у світовій історії двигунобудівництва, всього компанією Rolls-Royce Limited і за ліцензією було випущено майже 150 000 штук. Застосовувався на Avro Lancaster, De Havilland Mosquito, Supermarine Spitfire, Hawker Hurricane, North American P-51 Mustang та багатьох інших літаках періоду Другої світової війни.
Перший запуск PV-12 відбувся 1933 року і, після декількох модифікацій, в 1936 році були випущені перші серійні варіанти. Першими прийнятими на озброєння літаками, на яких встановлювався «Мерлін», були Fairey Battle, Hawker Hurricane і Supermarine Spitfire. Найбільша кількість «Мерлінів» була виготовлена для важкого бомбардувальника з чотирма двигунами Avro Lancaster.
«Мерлін» був одним з найбільш вдалих авіаційних двигунів періоду Другої світової війни, і безліч модифікацій випускалося фірмою Rolls-Royce в Дербі, Кру і Глазго, так само, як і підрозділом фірми «Форд» у Великої Британії Ford of Britain поблизу Манчестера. У Сполучених Штатах одна з модифікацій «Мерліна» під найменуванням Packard V-1650 Merlin. Виробництво було завершено в 1950 році після випуску в цілому майже 150 000 двигунів, останні модифікації встановлювалися на пасажирські і військово-транспортні літаки.

## Застосування
| - Armstrong Whitworth Whitley - Avro Athena - Avro Lancaster - Avro Lancastrian - Avro Lincoln - Avro Manchester III - Avro 688 Tudor - Avro 685 York - Boulton Paul Balliol e Sea Balliol - Boulton Paul Defiant - Bristol Beaufighter II - CAC CA-18 Mark 23 Mustang - Canadair North Star - CASA 2.111B e D - Cierva Air Horse - Curtiss P40F | - de Havilland Mosquito - de Havilland Hornet - Fairey Barracuda - Fairey Battle - Fairey Fulmar - Fairey P.4/34 - Fiat G.59 - Handley Page Halifax - Handley Page Halton - Hawker Hart (Test bed) - Hawker Henley - Hawker Horsley (Test bed) - Hawker Hotspur - Hawker Hurricane e Sea Hurricane | - Hispano Aviación HA-1112 - I.Ae. 30 Ñancú - Miles M.20 - North American P-51 Mustang Mk X - Renard R.38 - Short Sturgeon - Supermarine Type 322 - Supermarine Seafire - Supermarine Spitfire - Tsunami Racer - Vickers F.7/41 - Vickers Wellington Mk II e Mk VI - Vickers Windsor - Westland Welkin |